# عبدالرسول پورعباس
عبدالرسول پورعباس (زاده ۱۳۳۶ در اهواز) استاد تمام گروه ریاضی محض دانشگاه صنعتی امیرکبیر و رئیس پیشین سازمان سنجش است. او دارای مدرک تحصیلی لیسانس ریاضی از دانشگاه اهواز، فوق لیسانس ریاضی از دانشگاه شیراز و دکتری ریاضی از دانشگاه نیوکاسل انگلستان است.

## سوابق شغلی
پورعباس که عضو هیئت علمی دانشکده ریاضی و علوم کامپیوتر دانشگاه صنعتی امیرکبیر با مرتبه استادی است، ریاست دانشگاه علمی کاربردی، ریاست سازمان آموزش فنی و حرفه ای کشور و معاون توسعه مدیریت و منابع دانشگاه آزاد اسلامی را نیز در کارنامه خود دارد. همچنین وی دارای بیش از ۷۰ مقاله علمی ISI است.
او با پایان جنگ ایران و عراق تحصیل را ادامه داد و موفق به اخذ فوق لیسانس از دانشگاه شیراز شد و از طریق امتحان اعزام دکتری به عنوان نفر اول برگزیده شد. در پایان دهه ۷۰ به عنوان عضو هیئت علمی دانشگاه امام حسین و سپس دانشگاه امیرکبیر مشغول شد و از سال ۱۳۸۹ تا ۱۳۹۳ رئیس دانشگاه جامع علمی کاربردی بود و اکنون نیز به عنوان استاد تمام رشته ریاضی، مشغول تدریس در دانشگاه امیرکبیر است.

## سازمان سنجش
وی در ۲۷ اسفند ۱۳۸۴ به عنوان رئیس سازمان سنجش آموزش کشور معارفه شد و پس از نزدیک به چهار سال در ۳ اسفند سال ۱۳۸۸ از سمت خود تودیع شد. وی در ۱۱ دی سال ۱۴۰۰ و با کناره‌گیری رئیس سازمان سنجش وقت، از سوی وزیر علوم برای بار دوم به ریاست سازمان سنجش منصوب گردید.
پورعباس در سال ۱۴۰۱ وعده تحول در آزمون ورود به دانشگاه‌ها (کنکور) را برای سال ۱۴۰۳ به بعد داده بود و بارها اعلام کرده که کنکور سراسری از سال ۱۴۰۳ الکترونیکی خواهد بود که هیچ‌کدام از این وعده‌ها محقق نشد.

### حکم انفصال از خدمت
پورعباس در ۱۸ مرداد ۱۴۰۲ به دلیل عدم اجرای حکم بازگشت موقت به تحصیل تعدادی از داوطلبان شبهه دار کنکور حکم انفصال از خدمت گرفت که به این حکم اعتراض کرده و حکم دیوان باطل گردید.

### استعفا و بازگشت مجدد
عبدالرسول پورعباس رئیس سازمان سنجش در ۲۷ آذر ۱۴۰۲ با ادعای بازگشت به تحصیل داوطلبان مشکوک به تقلب توسط رأی دیوان عدالت اداری، از ریاست سازمان سنجش کناره‌گیری کرد. بنابر گفته خسروپناه دبیر شورای عالی انقلاب فرهنگی وزیر علوم با استعفای پورعباس مخالفت کرده است و سرانجام پس از ابطال حکم دیوان عدالت اداری پورعباس با حضور در مرکز ارتباطات مردمی ریاست‌جمهوری، بازگشت خود به سازمان سنجش آموزش کشور را تأیید کرد.